# Edward Villella

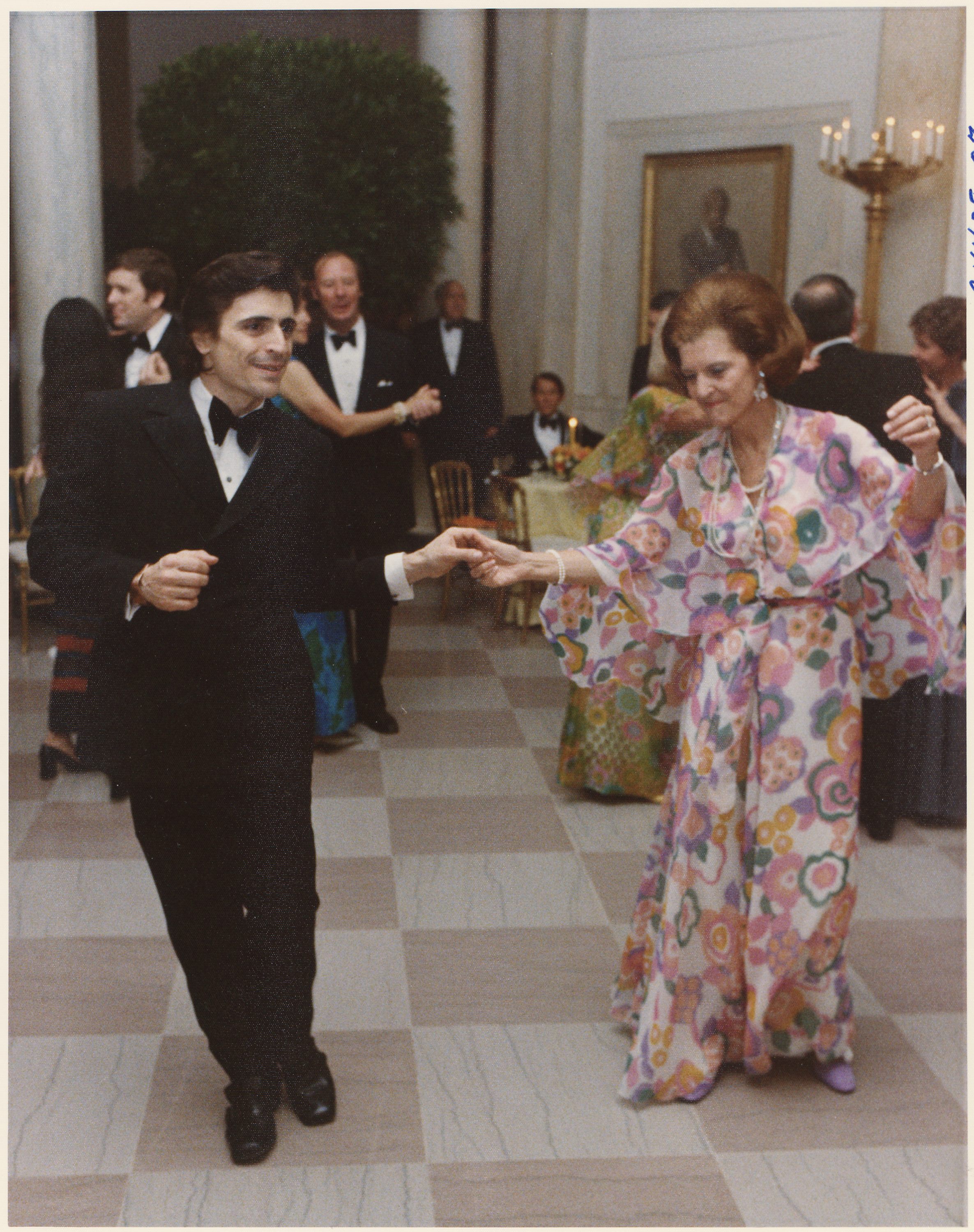
First Lady Betty Ford und Edward Villella tanzen am 8. Mai 1975 im Weißes Haus

Edward Villella (* 1. Oktober 1936 in Bayside, New York City) ist ein US-amerikanischer Balletttänzer und Choreograf.

## Leben
Edward Villella begann seine Tanzausbildung mit 10 Jahren an der School of American Ballet. Er unterbrach seine Studien jedoch, um an der New York Maritime Academy im Fach Marinewissenschaft zu promovieren.
1957 wurde Villella Mitglied des New York City Ballets und stieg 1957 zum Solisten auf. 1960 wurde er zum Principal Dancer ernannt. Seine beachtenswertesten Partien waren Oberon in A Midsummer Night’s Dream, der verlorene Sohn in Prodigal Son, sowie die Solopartien in Tarantella und Jewels.
Villella war der erste männliche amerikanische Tänzer, der mit dem Königlichen Dänischen Ballett auftrat und der einzige amerikanische Tänzer, der jemals am Moskauer Bolschoi-Theater zu einem encore aufgefordert wurde. Er tanzte bei der Amtsantrittsfeier von Präsident John F. Kennedy und für eine Reihe weiterer US-Präsidenten. 1975 gewann er einen Emmy für die Fernsehproduktion des Balletts Harlequinade. Weitere Fernsehauftritte hatte er in The Nutcracker, im Ballettfilm A Midsummer Night’s Dream und 1966 in Brigadoon (als Harry Beaton). Des Weiteren hatte er Auftritte in der Ed Sullivan Show und Gastrollen in den Seifenopern Männerwirtschaft und Springfield Story.
Nach seinem Rücktritt als aktiver Tänzer war Villella 1979–1984 künstlerischer Leiter des Eglevsky Ballet und 1983–1985 Direktor des Oklahoma Ballet. 1986 gründete er das Miami City Ballet, dessen künstlerischer Leiter  und Hauptgeschäftsführer er bis heute ist. Die Florida Atlantic University ermöglichte ihm ein Residenzstipendium.
Villella ist mit der ehemaligen Eiskunstläuferin Linda verheiratet und lebt mit ihr in Miami Beach. Linda Villella ist Gründerin und Direktorin der Miami City Ballet School. Zusammen haben sie einen Sohn, Roddy,  und zwei Töchter, Lauren und Crista-Francesca. Crista Villella ist stellvertretende Ballettmeisterin des Miami City Ballet.
1997 wurde Villella Träger des Kennedy-Preises und der National Medal of Arts. 2009 wurde er in die American Academy of Arts and Sciences gewählt.